# Violeta
Violeta ist ein weiblicher Vorname.

## Herkunft und Bedeutung
Der Vorname Violeta bedeutet im Spanischen „violett“, für die Farbe oder im Rumänischen Viola „Veilchen“.

## Namensträgerinnen
- Violeta Andrei (* 1941), rumänische Schauspielerin
- Violeta Barrios de Chamorro (1929–2025), nicaraguanische Politikerin, Publizistin und Präsidentin
- Violeta Bermúdez (* 1961), peruanische Juristin, Schriftstellerin und Diplomatin
- Violeta Boreikienė (*  1960), litauische Politikerin, Mitglied des Seimas
- Violeta Bulc (* 1964), slowenische Unternehmerin und Politikerin, ehemalige jugoslawische Basketballspielerin
- Violeta Cruz (* 1986), kolumbianische Komponistin
- Violeta Dinescu (* 1953), rumänische Pianistin, Komponistin und Hochschullehrerin
- Violeta Latvienė, litauische Politikerin, Vizeministerin
- Violeta Luna (* 1943), ecuadorianische Autorin, Dichterin, Professorin und Literaturkritikerin
- Violeta Miljković (* 1974), serbische Turbo-Folk- und Pop-Sängerin
- Violeta Mițul (1997–2023), moldauische Fußballspielerin
- Violeta Ninowa (* 1963), bulgarische Ruderin
- Violeta Parra (1917–1967), chilenische Sängerin
- Violeta Quesada (1947–2024), kubanische Leichtathletin
- Violeta Stephen (* 1929), dominikanische Sängerin
- Violeta Szekely (geb. Beclea; * 1965), rumänische Mittelstreckenläuferin
- Violeta Urmana (* 1961), litauische Opernsängerin

Variante Wioleta
- Wioleta Iwanowa (* 20. Jahrhundert), bulgarische Astronomin und Asteroidenentdeckerin
- Wioleta Jakowa (1923–1944), bulgarische Widerstandskämpferin während des Zweiten Weltkriegs und Mitglied der Bulgarischen Kommunistischen Partei